# Yttergrans socken

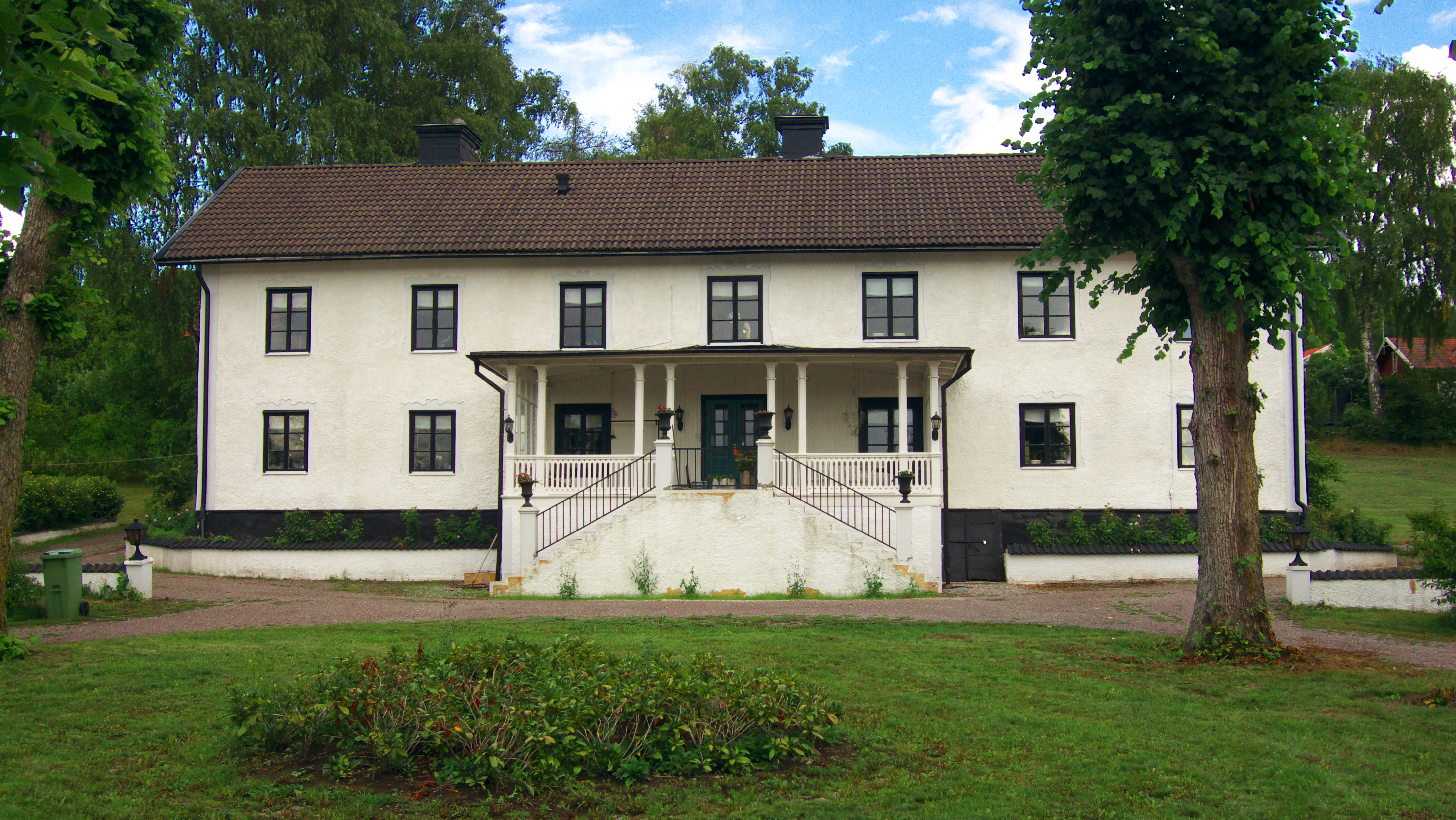
Grans gård, som bland annat använts som tingshus

Yttergrans socken i Uppland ingick i Håbo härad, ingår sedan 1971 i Håbo kommun och motsvarar från 2016 Yttergrans distrikt.
Socknens areal är 12,88 kvadratkilometer, allt land. År 2000 fanns här 5 121 invånare. Norra delen av tätorten Bålsta samt Yttergran med sockenkyrkan Yttergrans kyrka ligger i socknen.  

## Administrativ historik
Yttergrans socken har medeltida ursprung.
Vid kommunreformen 1862 övergick socknens ansvar för de kyrkliga frågorna till Yttergrans församling och för de borgerliga frågorna bildades Yttergrans landskommun. Landskommunen uppgick 1952 i Håbo landskommun som 1971 ombildades till Håbo kommun. Församlingen uppgick 2010 i Kalmar-Yttergrans församling.
1 januari 2016 inrättades distriktet Yttergran, med samma omfattning som församlingen hade 1999/2000.
Socknen har tillhört län, fögderier, tingslag och domsagor enligt vad som beskrivs i artikeln Håbo härad. De indelta soldaterna tillhörde Upplands regemente, Sigtuna kompani samt Livregementets dragonkår, Sigtuna skvadron.

## Geografi
Yttergrans socken ligger väster om Sigtuna med Ullfjärden i öster och Ekolsundsviken i väster och med Uppsalaåsen i öster. Socknen är en slättbygd med någon skog i söder.

## Fornlämningar
Från bronsåldern finns sprida gravrösen, skärvstenshögar samt skålgropsförekomster. Från järnåldern finns sex gravfält och en fornborg. Sex runstenar har påträffats.

## Namnet
Namnet skrevs 1298 Ytrugren innehåller gran, 'granvegetation'. Yttre syftar på att området ligger närmare Mälaren.